# Bucht von Tayabas
Die Bucht von Tayabas ist eine weitausladende Meeresbucht im Süden der Insel Luzon auf den Philippinen.
Sie ist eine Meeresausbuchtung im Norden der Sibuyan-See und erstreckt sich von San Juan bis zur Bondoc-Halbinsel. Die Küstenlinie der Bucht von Tayabas wird bestimmt durch eine Mischung aus Mangrovenwäldern, Sandstränden und ausgedehnten Marschgebieten, die bei Ebbe trockenfallen. Der mittlere Tidenhub reicht von 0,91 bis 1,46 Meter. Der Küstenlinie vorgelagert sind zahlreiche Korallenriffe. In den Orten entlang der Küste wurden in den letzten Jahrzehnten zahlreiche Aquakulturen errichtet, die eine große Bandbreite an Meeresfauna züchten.
Das Klima im Bereich der Bucht von Tayabas ist tropisch schwülwarm ohne ausgeprägte Trockenzeit. Die Bucht wird durch ihre Lage in der Taifunsaison regelmäßig von schweren Wirbelstürmen heimgesucht. Die Niederschlägsintensität steigert sich ab dem Juni und erreicht ihre größte Intensität im Oktober. Im Jahresmittel fallen ca. 3.147 mm/m² Regen im Bereich der Bucht. Die durchschnittliche Jahrestemperatur liegt bei 27,2 °C, wobei der Mai mit 28,9 °C der wärmste und der Januar mit 25,4 °C der kühlste Monat ist.
Der bedeutendste Hafen befindet sich in Lucena City, es werden Fährverbindungen zu den Inseln Marinduque, Masbate, Palawan und Romblon angeboten.